# Agnes van Poitou (1110-1157)
Agnes van Poitou (c. 1103 - Abdij van Fontevraud, 1157 of 1159) was een dochter van Willem IX van Aquitanië en van Filippa van Toulouse. 
In 1116 trouwde zij met Almarik V van Thouars, bij wie zij vier kinderen kreeg:
Willem
Godfried IV (1125-1173)
Gwijde, gehuwd met Johanna, dochter van Burchard van Beauffort.

In 1135 hertrouwde zij met koning Ramiro II van Aragón, met wie zij nog een dochter kreeg,
Petronella van Aragón (1135 - 1173), koningin van Aragon.